# الجامع الكبير (بيت الفقيه)
الجامع الكبير ويعرف باسم جامع الفقيه بن عجيل هو مسجد تاريخي في اليمن بناه الفقيه أحمد بن عجيل في منتصف القرن السابع الهجري، يقع المسجد في حارة الصليفيين في وسط مدينة بيت الفقيه بمحافظة الحديدة.

## تاريخ
- منتصف القرن السابع هجري تأسيس مدينة بيت الفقيه وبناء المسجد.[3]
- 718 هجرية إعادة بناء المسجد وتوسعته.[1]
- عهد الدولة الرسولية تجديد وتوسعة المسجد .[2]
- أؤخر القرن العاشر هجري سلطان الدولة الطاهرية الظافر عامر بن عبد الوهاب يأمر بتجديد المسجد.[1]
- 902 والي زبيد الأمير جمال الدين محمد النظاري محمد يأمر بتجديد المسجد.[1]
- 1015 توسعة المسجد من الجهة الشرقية.[1]
- 1019 هجرية بناء منارة ثانية للمسجد.[1]
- 1269 إعادة بناء منارة المسجد في عهد الدولة العثمانية بأمر من والي اليمن محمود باشا.[1]

## تصميم
بني المسجد وفق نمط العمارة الإسلامية وستخدم في بنائه الطوب الأحمر المحروق والنورة والخشب والجص ويبلغ طول المسجد 150 مترا وعرضه 80 مترا، وللمسجد 11 بابا سد منهم 2 وله 3 أفنية تحيط به من شرق والغرب والجنوب ويتوسط المسجد صحنا مكشوفا، وللمسجد مئذنتين تسمى أحدهم المئذنة المنبرية ويعتقد أنها بنيت قبل سنة 650 هجرية بينما بنيت المئذنة الثانية سنة 1019 هجرية في الركن الجنوبي الشرقي في الفناء الجنوبي، وللمسجد 12 قبة، وله مكتبة تحتوي على مخطوطات قديمة وبركة ماء وبئر، وزين المسجد بنقوش وزخارف الإسلامية وآيات قرآنية كتبت داخل المسجد.